# Агамед
Агамед био је, према грчкој митологији, син аркадијског краља Стимфала. Оженио се Епикастом, и усвојио њеног сина из првог брака са краљем Орхомена- Ергином, Трофонија. Са Епикастом је имао и свог сина- Керкиона. Према једном редању су Трофоније и Агамед били синови краља Ергида.

## Митологија
Отац (Агамед), син (Керкион) и пасторак (Трофоније) су постали највећи архитекти Хеладе. Изградили су велелепне грађевине, међу којима се лепотом истичу Аполоново пророчиште у Делфима, Посејдонов храм у Аркадији и Алкименина ложница у Теби.
Према једној легенди су архитекте тражили своју награду пошто су Аполону саградили пророчиште. Аполон им је обећао награду кроз седам дана, а градитељи су у ишчекивању дара, у освитању осмог дана добили најмањеочекивану награду- лаку и брзу смрт.
Према једном другом предању, које говори о догађају после градње Аполоновог пророчишта, су Агамед и Трофоније при градњи ризнице беотског краља Хиријеја поставили један камен тако да су могли једноставно да га помере и уђу у ризницу са благом. Пошто је приметио да су му драгоцености нестале, краљ је наредио Дедалу да их ухвати. Дедал је осмислио једну справу у коју се Агамед ухватио. Хиријеј га је мучио да призна где се налази благо, међутим, једне ноћи се Трофоније ушуњао и одсекао очуху главу како се не би одао, и понео је са собом. Док је корачао кроз шуму, срдита Геја, због његовог поступка, је наредила да га земља прогута са све очуховом главом у рукама. Према другом предању су Агамед и Трофоније градили ризницу елидском краљу Аугију. У крађи блага је учествовао и Керкион, који је пошто му је отац ухваћен побегао са делом блага у Атину, а Трофоније се сакрио у тајној, подземној соби у Лабадеји.
Мит о Агамеду подсећа на Египатски мит о краљу Рампсиниту, те се претпоставља да је овај мит египатског порекла.